# 舛屋
舛屋（ますや、生没年不詳）とは江戸時代の江戸にあった地本問屋である。

## 来歴
江戸の芝神明前において享保年間に地本問屋を営業している。寛政9年（1797年）刊行の『東海道名所図会』における北尾政美画の挿絵「芝神明前江戸絵草紙屋店頭図」に地本問屋和泉屋市兵衛と「舛屋」が並んで描かれている。この舛屋と同じか。奥村利信の丹絵、漆絵、西村重長の漆絵、鳥居清信の漆絵を出版している。

## 作品
- 奥村利信 「二世三条勘太郎のお七」 大々判 丹絵 享保3年
- 西村重長 「近江八景」 細判 漆絵揃物 享保
- 鳥居清信 「富川門太郎のにうりやおさわ」 細判 漆絵 享保
- 奥村利信 「二世市川団十郎と二世三条勘太郎」 細判 漆絵 享保